# Rumänische Kronjuwelen
Die Rumänischen Kronjuwelen umfassten die Regalien des Königreichs Rumänien.

## Beschreibung
Die Kronjuwelen bestehen aus drei Kronen: der Stählernen Krone, der Krone der Königin von Elisabeth zu Wied und der Krone der Königin von Marie von Edinburgh. Des Weiteren gehören dazu zwei Zepter: das Zepter von Ferdinand I. und das Zepter von Karl II. Ebenso zu den Rumänischen Kronjuwelen gehören das Königsschwert von Karl II. sowie verschiedene Schmuckstücke.
Die Kronjuwelen befinden sich gegenwärtig im Muzeul Național de Istorie a României in Bukarest.

## Galerie (Auswahl)

Grafik der Stählernen Krone
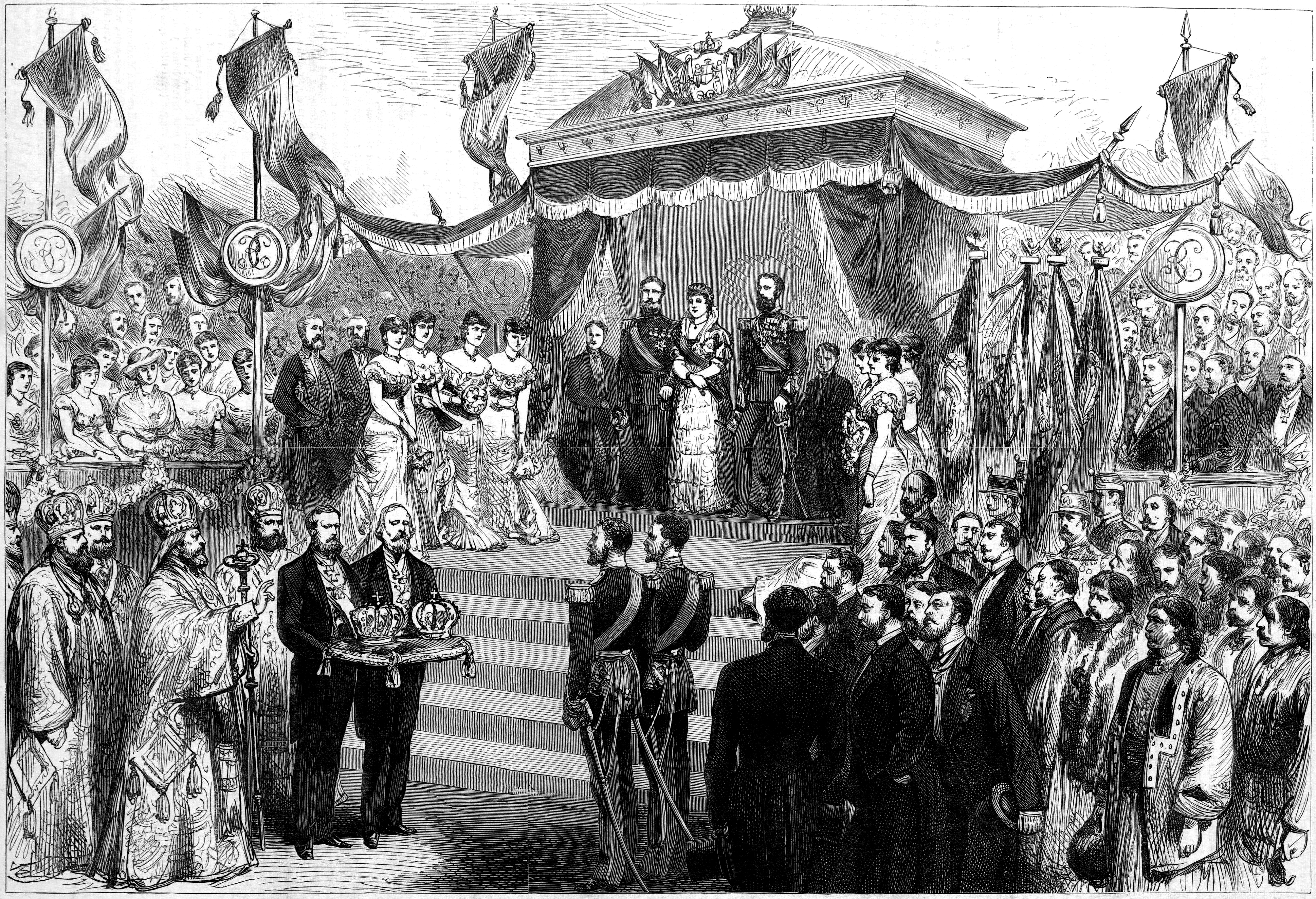
Zeichnung der Krönung von Karl
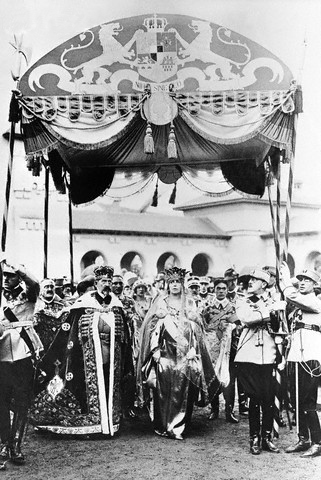
Fotografie der Krönung von Ferdinand I. und Marie
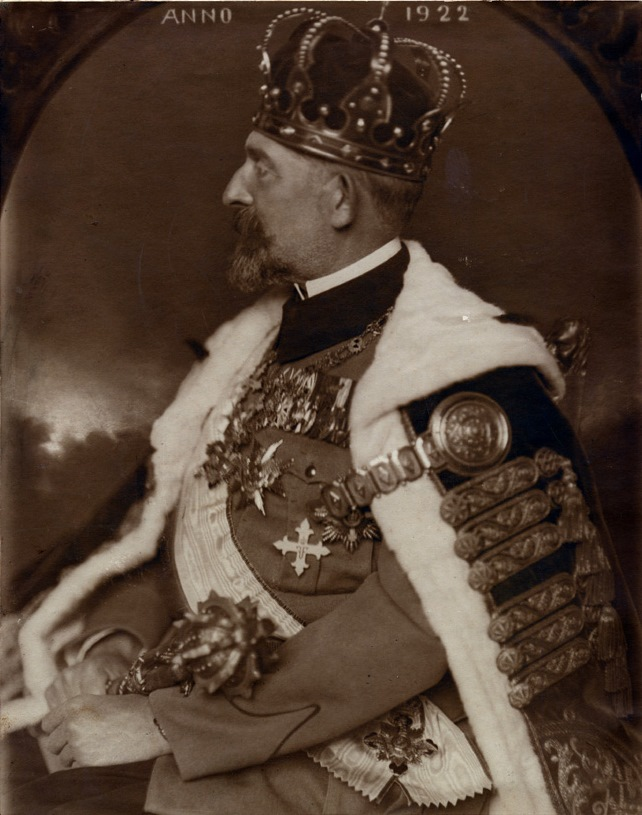
Fotografie von Ferdinand I.
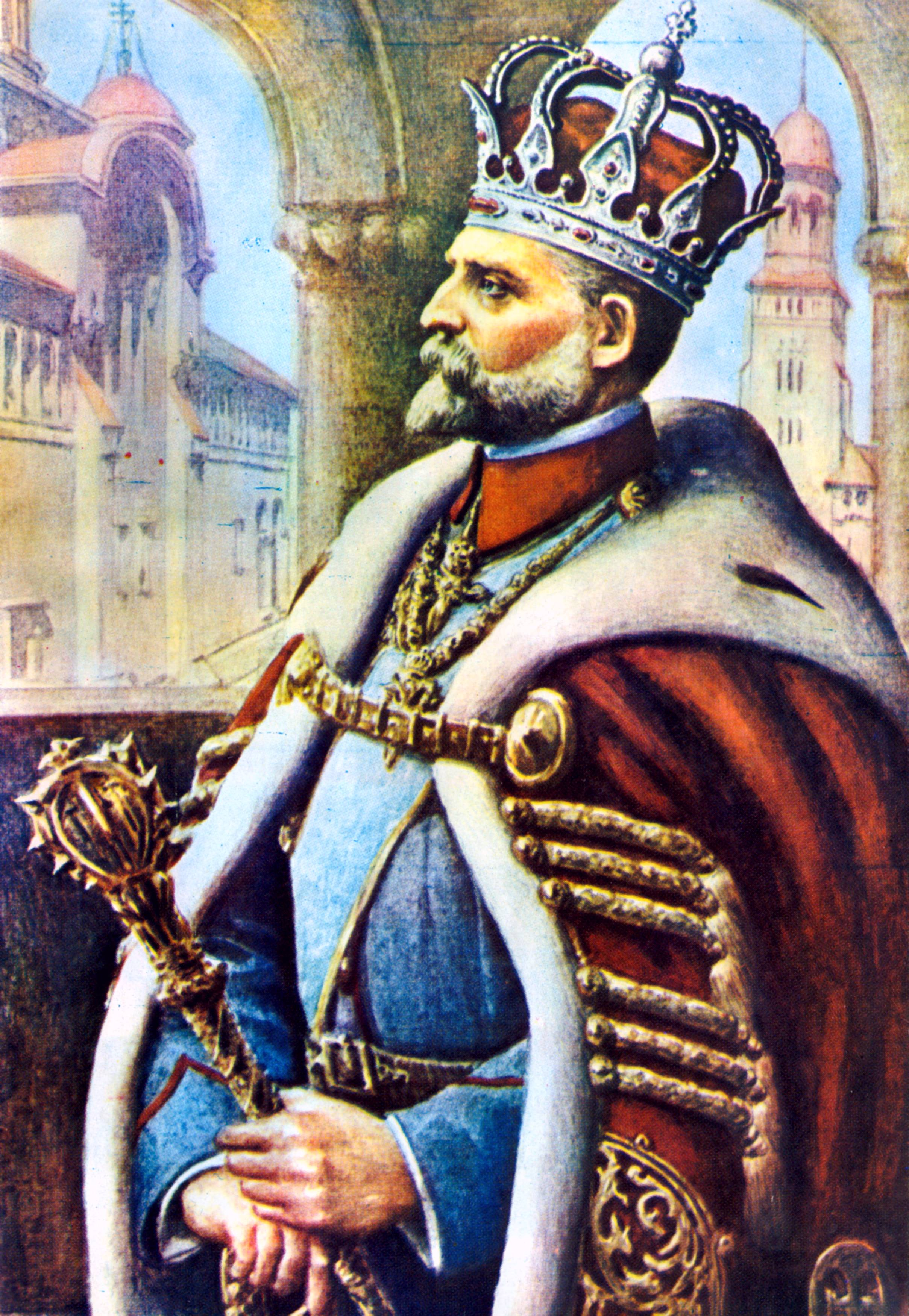
Bild von König Ferdinand I.
Wappen des Königreich Rumänien